# Liste over aserbajdsjanske arkitekter
Liste over aserbajdsjanske arkitekter er en oversigt over et udvalg prominente aserbajdsjanske arkitekter.

## A–M
- Zivar bey Ahmadbeyov
- Sadig Dadashov
- Masud ibn Davud
- Gasim bey Hajibababeyov
- Mammad Hasan Hajinski
- Mikayil Huseynov
- Karbalayi Safikhan Karabakhi
- Kamal Mammadbeyov
- Gulnara Mehmandarova

## N–Z
- Ajami Nakhchivani
- Amiraddin Masud Nakhchivani
- Irada Rovshan
- Mahmud ibn Sa'ad
- Fuad Seyidzadeh
- Bedrettin Tebrizi

## Galleri
- Zivar bey Ahmadbeyov
- Gasim bey Hajibababeyov
- Mikayil Huseynov
- Karbalayi Safikhan Karabakhi
- Ajami Nakhchivani